# Oemospila callidioides
Oemospila callidioides là một loài bọ cánh cứng trong họ Cerambycidae.